# Loc-Eguiner-Saint-Thégonnec
Loc-Eguiner-Saint-Thégonnec (lɔk eginɛʁ sɛ̃ tegonɛk), ou Logeginer-Sant-Tegoneg en Breton, est une ancienne commune du département du Finistère, dans la région Bretagne, en France, fusionnée le 1er janvier 2016 avec Saint-Thégonnec pour former la commune de Saint-Thégonnec Loc-Eguiner.

## Géographie
| - OpenStreetMap Limite communale. |

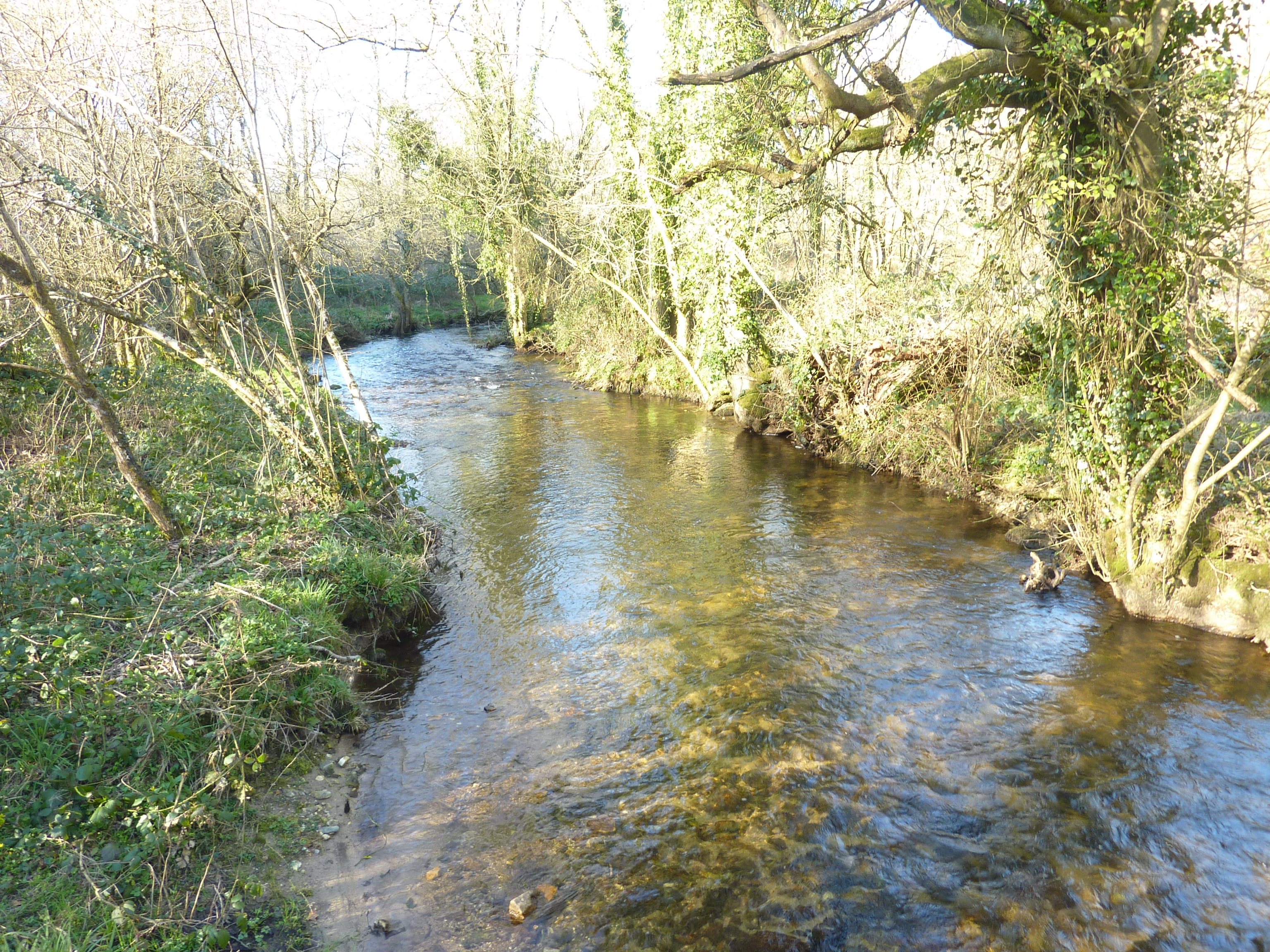
Le fleuve côtier Penzé à hauteur du bourg de Loc-Eguiner-Saint-Thégonnec.

Loc-Eguiner-Saint-Thégonnec ne doit pas être confondue avec Loc-Eguiner qui est une autre commune du département du Finistère située dans le canton de Ploudiry. Les habitants se nomment les Éguinériens. Le maire de la commune, Françoise Raoult a déclaré en avril 2010 : « Le petit village de Loc-Eguiner-Saint-Thégonnec souffre de la ressemblance de nom avec les communes de Saint-Thégonnec et de Loc-Eguiner. Courriers qui n'arrivent pas, livraisons effectuées dans la mauvaise commune et touristes égarés. « On en a au moins deux par semaine », assure-t-elle. ».
Longée par le fleuve côtier la Penzé, qui sert de limite communale avec Saint-Sauveur, la commune de Loc-Eguiner-Saint-Thégonnec a une altitude comprise entre 83 et 181 mètres d'altitude, le bourg se trouvant vers 110 mètres.

## Toponymie
Le nom de la localité est attesté sous la forme Logueguiner en 1652.
Le nom de la commune provient du mot breton lok (« lieu consacré ») et de saint Éguiner, un saint breton du Ve siècle venu d'Irlande croit-on sur une barque de pierre pour évangéliser la région.
L'ajout Saint-Thégonnec sert à le différencier de Loc-Eguiner-Ploudiry, bien qu'il soit un démembrement de Plounéour-Ménez et non de Saint-Thégonnec.
Localement on dit Log tout court.

## Histoire

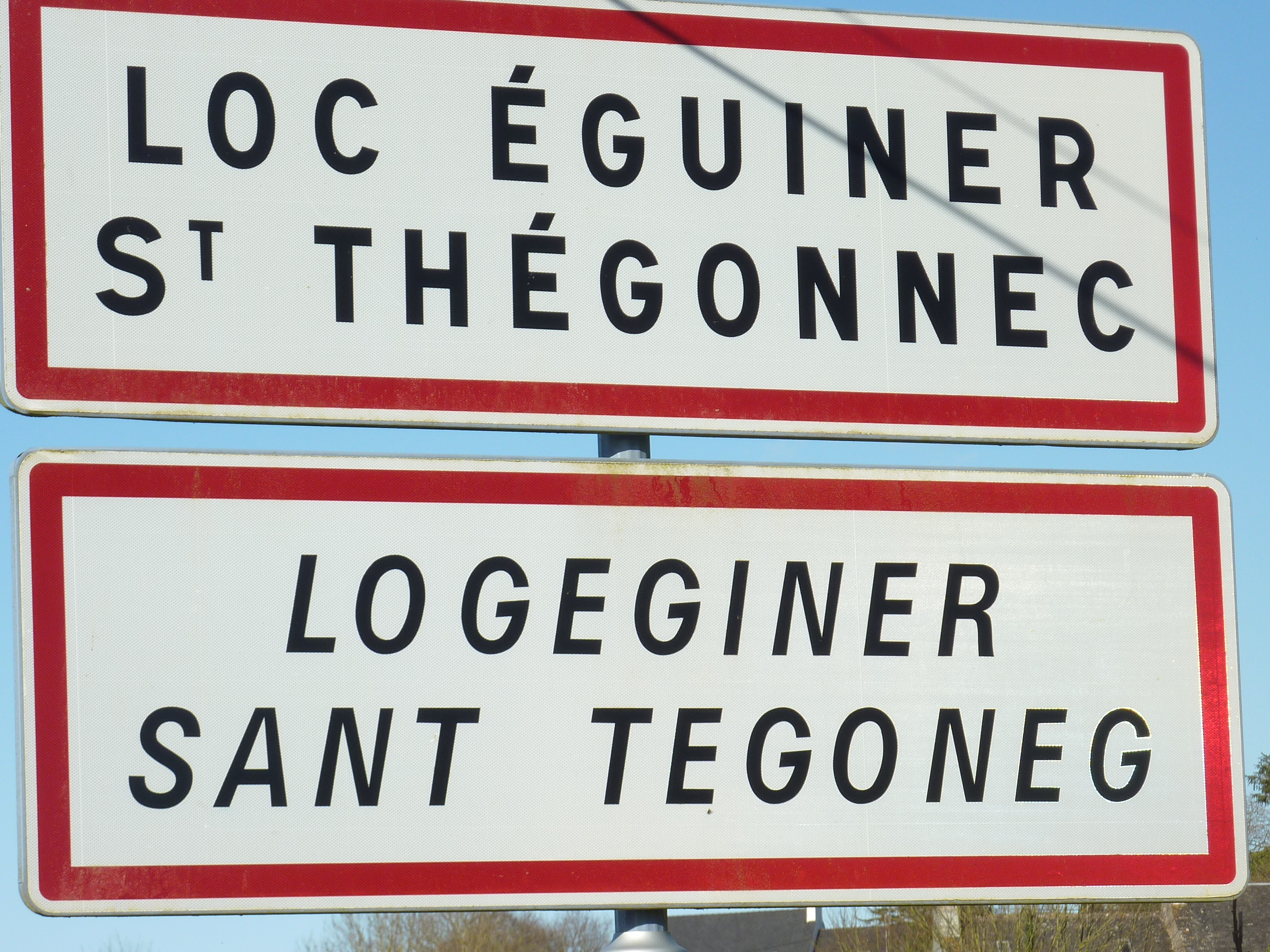
Panneau bilingue français-breton d'entrée du bourg.

### Origines

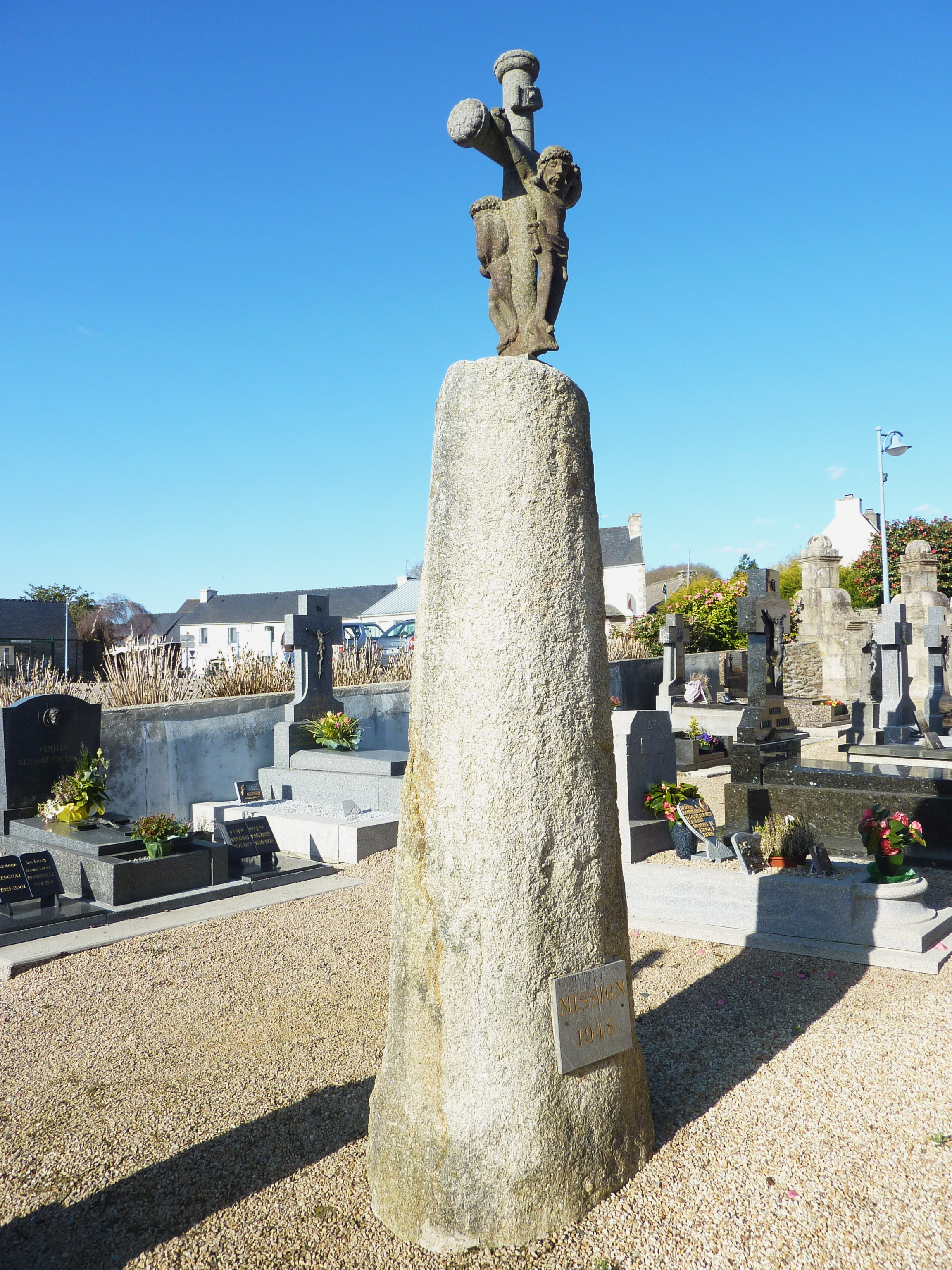
Stèle de l'âge du fer appelée lec'h, réutilisée comme borne milliaire puis christianisée, aujourd'hui replacée dans l'enclos paroissial.

Loc-Eguiner-Saint-Thégonnec a été depuis l'Antiquité un lieu de passage obligé dans la traversée de la Bretagne intérieure. Une stèle datant de l'âge du fer, replacée comme borne milliaire le long de la voie romaine menant de Vorgium à Tolente (des fragments de tuiles romaines ont été trouvés dans le placître), et christianisée au cours du Moyen Âge, a été placée à l'intérieur de l'enclos paroissial. La première trace du nom date seulement de 1652 (Logueguiner).
Une motte féodale, datée entre le Xe siècle et le XIIIe siècle, proche du bourg, entourée de douves profondes, d'une circonférence de 120 mètres et haute de 12 mètres, surveillait le franchissement de la Penzé par la route qui avait succédé à la voie romaine.
Par décret en date du 25 mai 1955 la commune portera désormais le nom de Loc-Eguiner-Saint-Thégonnec.

### Les Hospitaliers
Longtemps Loc-Eguiner-Saint-Thégonnec n'a été qu'une simple trève de la paroisse de Plounéour-Ménez. L'église est traditionnellement consacrée au saint éponyme, saint Éguiner mais aussi à saint Jean, car un établissement de l'ordre de Saint-Jean de Jérusalem, dont une commanderie se trouvait non loin de là à La Feuillée a dû y exister.

### L'activité toilière
L'activité toilière liée au lin et au chanvre s'était très développée entre le XVIe et le XVIIe siècle à Plounéour-Ménez, pour partie en raison de la proximité de l'abbaye du Relec, les moines encourageant le développement de cette activité économique, ce qui facilita l'ascension sociale des Juloded, y compris dans la partie de cette paroisse devenue par la suite la commune de Loc-Eguiner-Saint-Thégonnec : par exemple en 1765 François Croguennec, se fait construire une imposante demeure à Kergaradec-Bihan (depuis 1857 en Loc-Eguiner-Saint-Thégonnec, auparavant paroisse de Plounéour-Ménez), le fil et la toile représentent 62 % de la valeur totale des biens inventoriés sur l'exploitation [...] qui porte sur plus de 10 000 livres.

### L'indépendance paroissiale, puis communale

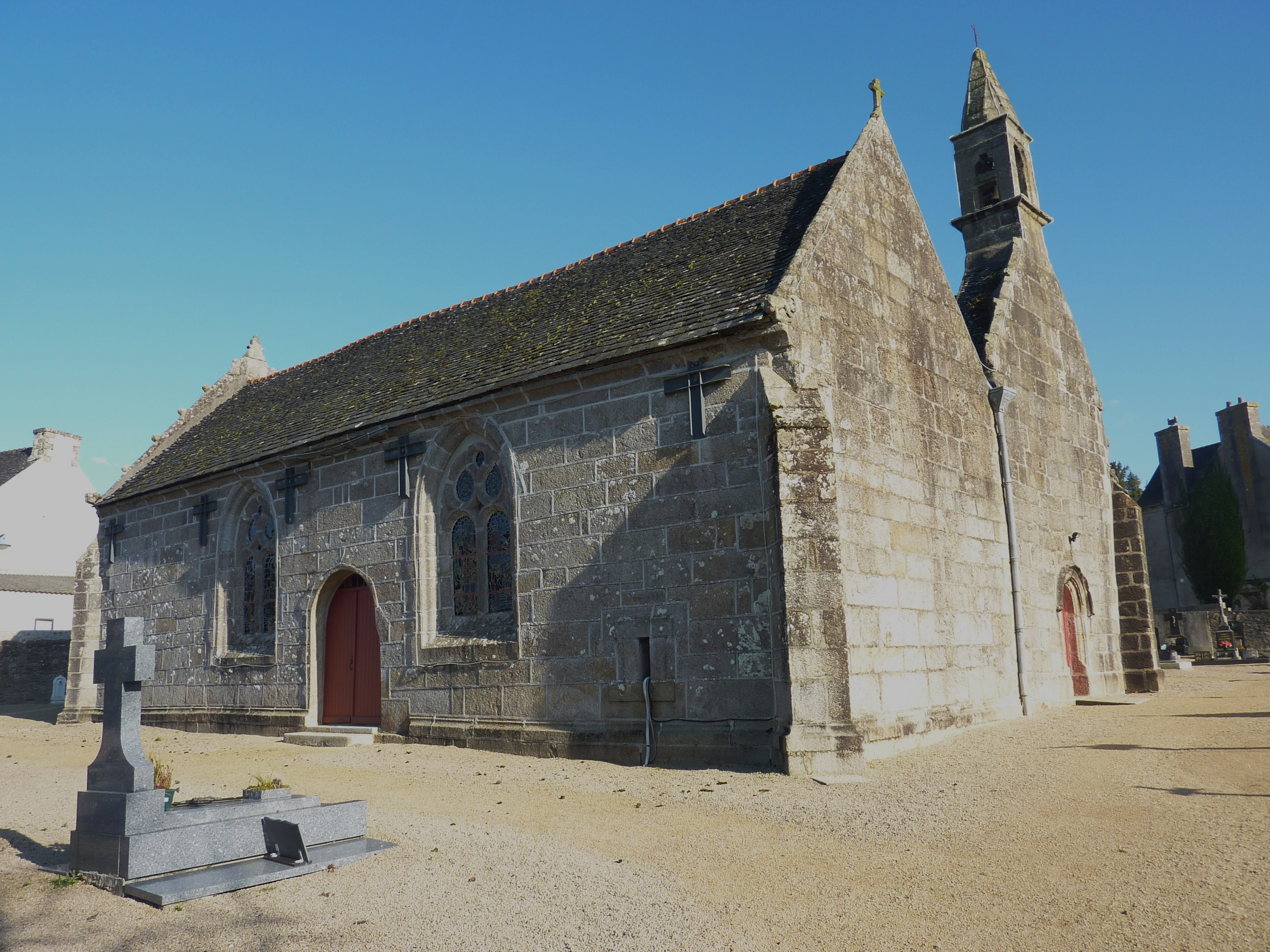
L'église Saint-Éguiner au sein de l'enclos paroissial.

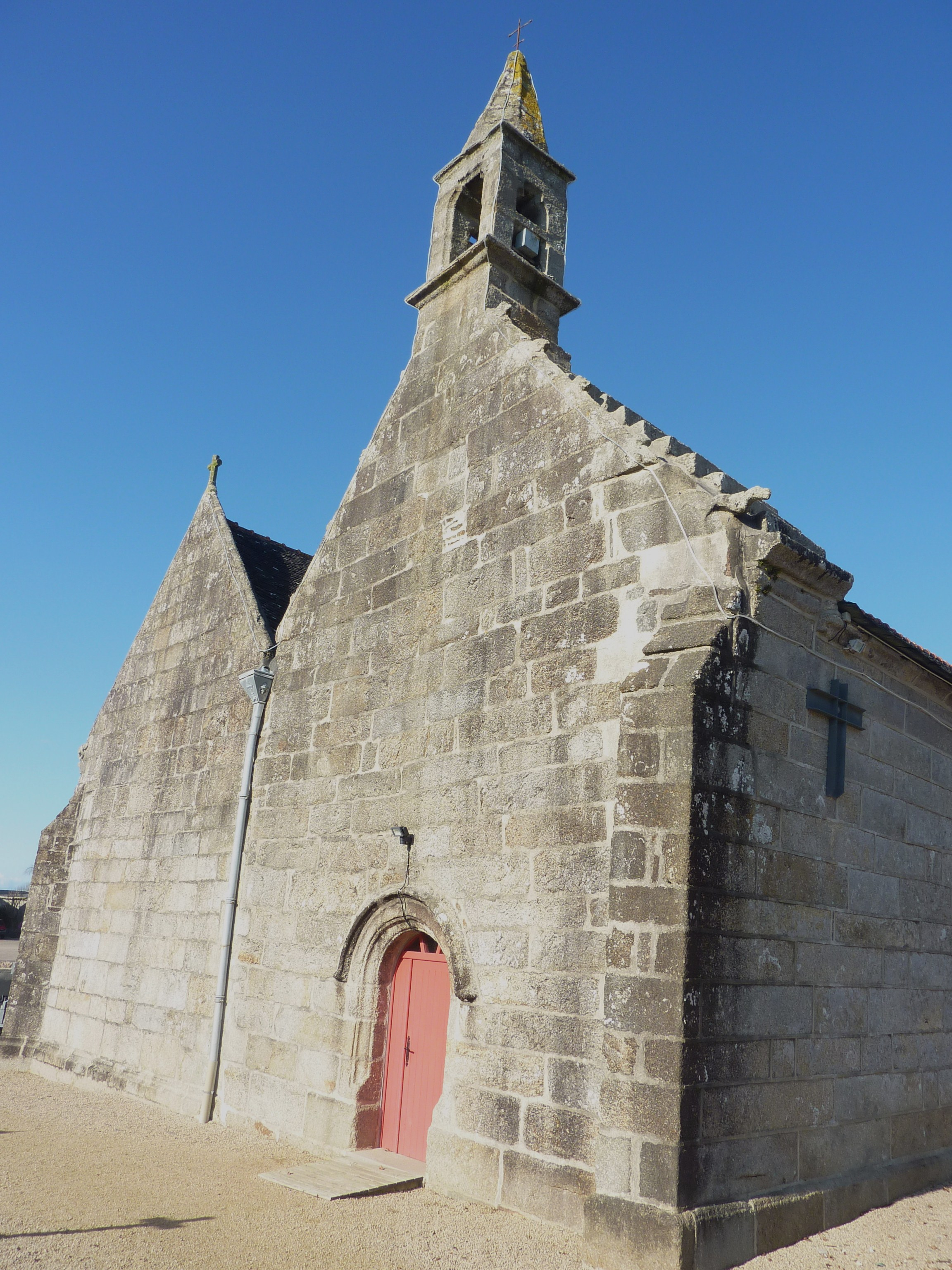
Façade de l'église paroissiale (XVIe siècle).

« La chapelle, et non l'église, de Loc-Eguiner n'a jamais été qu'une chapelle de secours, dans et pour la paroisse de Plonéour-Ménez, sans fabrique, ni possession ni titre avant la Révolution » écrit M. Kernéis, recteur de Plounéour-Ménez, au vicaire général de Quimper en 1864. Dès le 28 frimaire an XII (20 décembre 1803), les habitants font la demande d'un prêtre à Claude André, évêque de Quimper. Ils exposent qu'ils sont à une lieue et demie de l'église paroissiale de Plonéour-Ménez, et à des distances analogues de toutes les localités voisines : Saint-Sauveur, Guimiliau, Commana, Saint-Thégonnec. M. Berthou, desservant de Plonéour-Ménez, appuie leur requête, le 1er ventôse an XII (21 février 1804), en déclarant qu’il faut conserver l'oratoire nommé Loc-Eguiner, où, avec un prêtre, on rendrait service aux fidèles de quatre paroisses. Un presbytère est construit grâce à une souscription parmi les habitants en 1828 et une nouvelle demande est adressée en 1829 : un prêtre (un vicaire de la paroisse-mère de Plounéour-Ménez) est enfin nommé et Loc-Eguiner devient une trève de Plounéour-Ménez en 1830. En 1832, les habitants demandent le droit d'inhumer dans leur cimetière. Le 20 novembre 1843, cette dernière est érigée en église succursale par l'évêque de Quimper, ce qui est confirmé par ordonnance royale du 16 août 1844, mais sa séparation de Plounéour-Ménez a déclenché de violentes protestations de la part des riches paysans qui pensaient avoir été rattachés à une paroisse de rang inférieur.
Loc-Eguiner devient une commune indépendante le 31 décembre 1866.

### LeXXesiècle

#### La Belle Époque
En 1903, le curé de Loc-Eguiner-Saint-Thégonnec écrit qu'il ne pourrait prêcher en français « sans faire déserter l'église et la messe par les paroissiens ».

#### La Première Guerre mondiale
Le monument aux morts de Loc-Eguiner-Saint-Thégonnec porte les noms de 23 soldats morts pour la France pendant la Première Guerre mondiale ; parmi eux deux au moins sont morts sur le front belge dès août 1914 (Christophe Lammer le 22 août 1914 et Pierre Péron le 23 août 1914, tous deux à Maissin) ; la plupart des autres sont morts sur le sol français (parmi eux, Guillaume Broustail a été décoré de la Médaille militaire et de la Croix de guerre.

#### La Seconde Guerre mondiale
Le monument aux morts de Loc-Eguiner-Saint-Thégonnec porte les noms de 3 personnes (J.-P. Le Mer, J. Meudec et J.-M. Paugam) mortes pour la France pendant la Seconde Guerre mondiale.
Célestin Seité est mort pour la France en 1946.

## Démographie
La population de Loc-Eguiner-Saint-Thégonnec n'est connue qu'à partir de la création de la commune en 1876.
| 1876 | 1881 | 1886 | 1891 | 1896 | 1901 | 1906 | 1911 | 1921 |
| ---- | ---- | ---- | ---- | ---- | ---- | ---- | ---- | ---- |
| 702  | 647  | 644  | 645  | 625  | 651  | 675  | 651  | 561  |

| 1926 | 1931 | 1936 | 1946 | 1954 | 1962 | 1968 | 1975 | 1982 |
| ---- | ---- | ---- | ---- | ---- | ---- | ---- | ---- | ---- |
| 564  | 539  | 503  | 448  | 405  | 418  | 381  | 366  | 332  |

| 1990 | 1999 | 2008 | 2013 | - | - | - | - | - |
| ---- | ---- | ---- | ---- | - | - | - | - | - |
| 319  | 336  | 322  | 336  | - | - | - | - | - |

Commentaire : Depuis sa création en 1867, la population de la commune a décliné régulièrement pendant plus d'un siècle jusqu'en 1990, perdant 383 habitants entre 1876 et 1990 soit -54,6 % de sa population en 114 ans, atteignant donc en 1990 son minimum démographique. Ces vingt dernières années, la population s'est stabilisée, enregistrant même un léger regain démographique. La densité de population est de 40 habitants par km2.
Entre 1998 et 2007, la commune a enregistré 50 naissances et 25 décès, enregistrant donc une forte variation naturelle, mais continuant à connaître un déficit migratoire (-1,2 % l'an en moyenne entre 1999 et 2006).

## Politique et administration

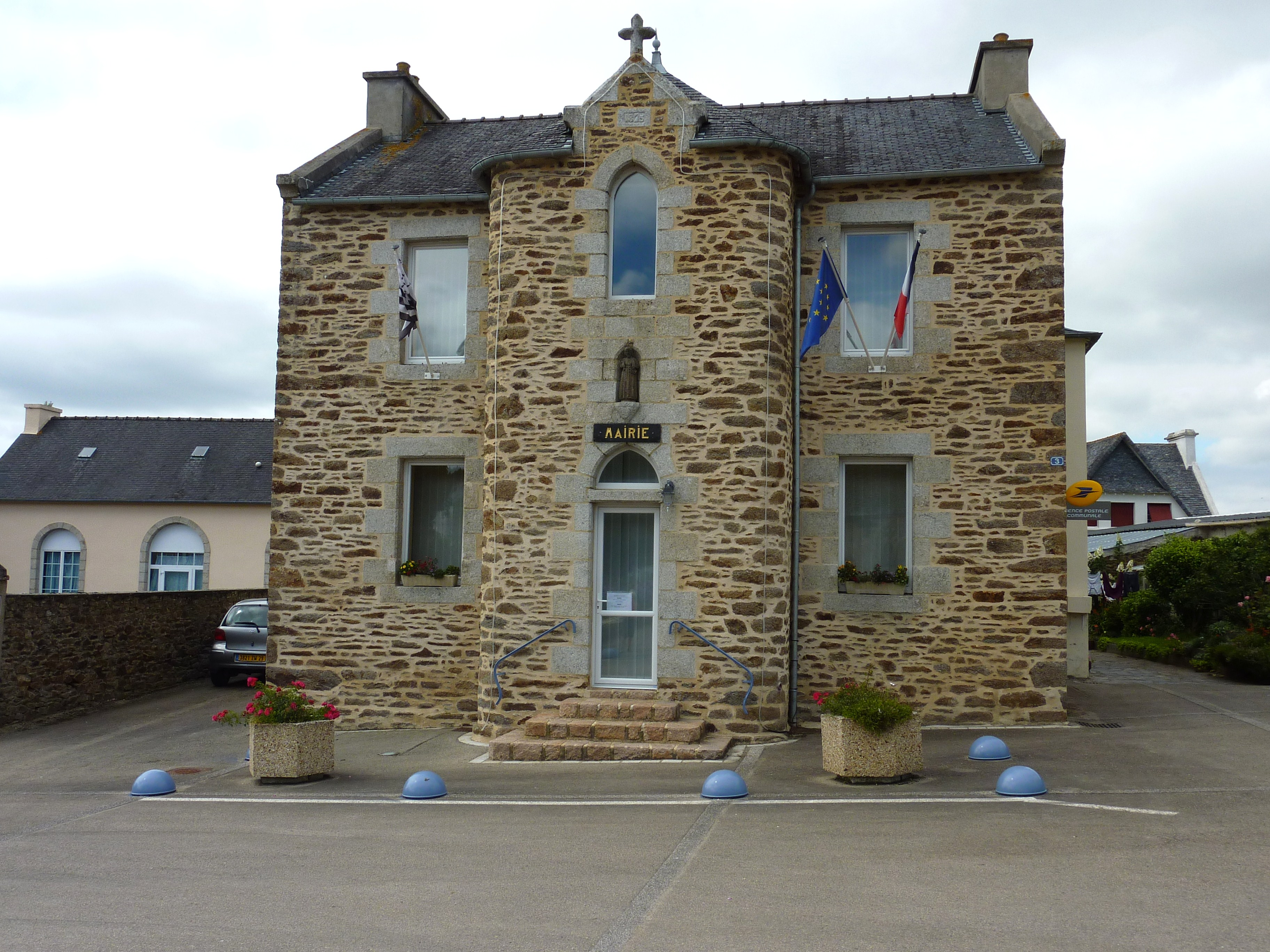
La mairie-poste.

| Période                                  | Période          | Identité         | Étiquette | Qualité |
| ---------------------------------------- | ---------------- | ---------------- | --------- | ------- |
| mars 1989                                | 31 décembre 2015 | Françoise Raoult | DVG       |         |
| Les données manquantes sont à compléter. |                  |                  |           |         |

## Monuments et sites
- L'église Saint-Éguiner (XVIe – XVIIe siècles) est datée de 1566 (ou 1651) ; elle est à double nef, la seconde nef ayant été rajoutée pour faire face à l'affluence les jours de Pardon, ici celui de la Saint-Jean ; les deux nefs sont séparées par 4 arcades pénétrant directement dans des piliers cylindriques. une inscription située à l'entrée du chœur indique « Dimanche 1er jour de juillet l'an (1577) fut dédiée ceste église, était lors Yven Gouverneur ». Le clocher, de style Beaumanoir date de 1631, les fonts baptismaux de 1641, la chaire à prêcher de 1688, le porche de 1699 et la sacristie de 1718. Les deux retables représentent l'un le Couronnement de la Vierge, l'autre Louis de Gonzague[14].
- La fontaine de saint Éguiner (datant de 1566 et probablement restaurée en 1697).
- La fontaine saint Jean-Baptiste (1690)[15].

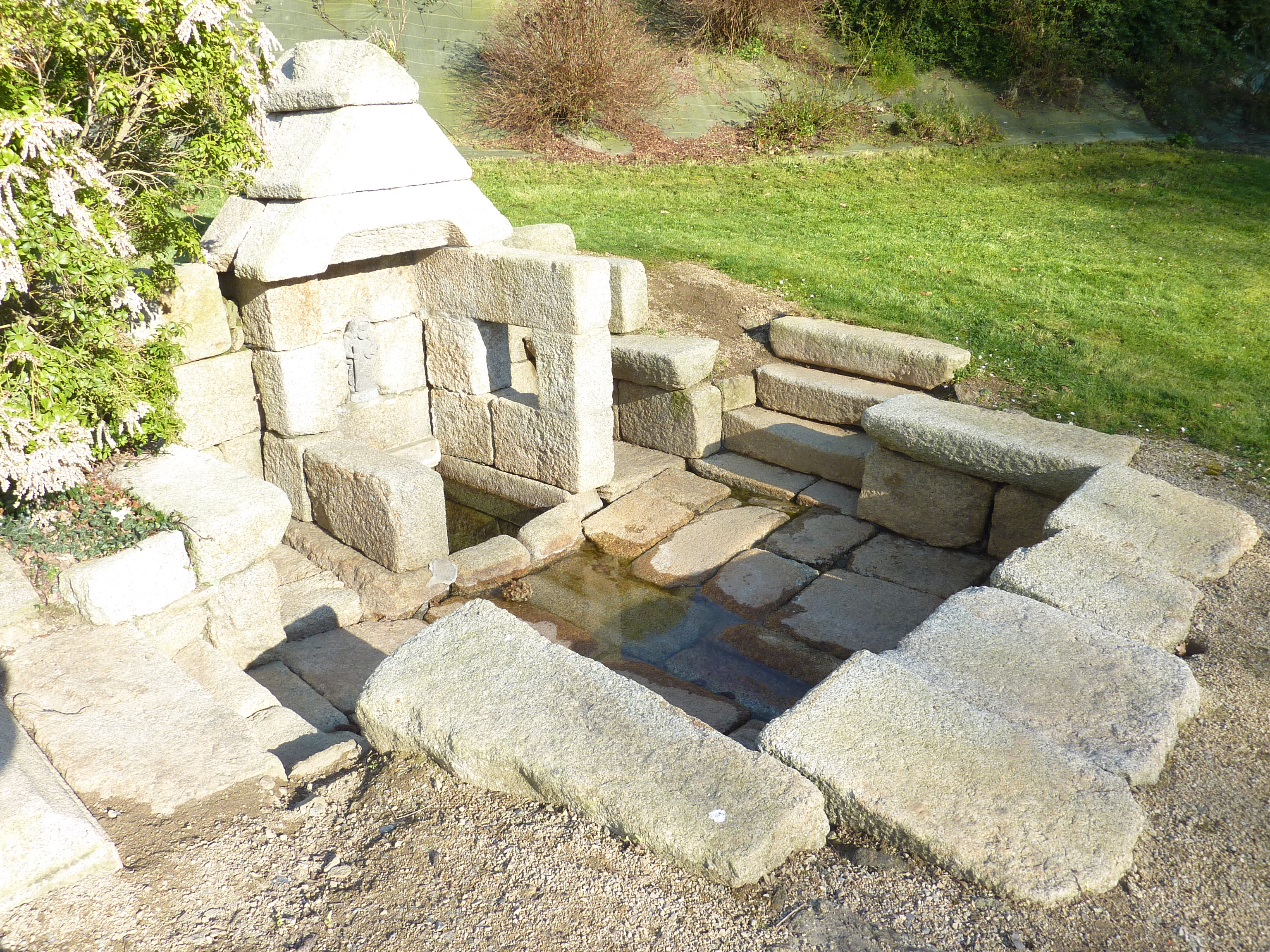
Fontaine Saint-Jean.
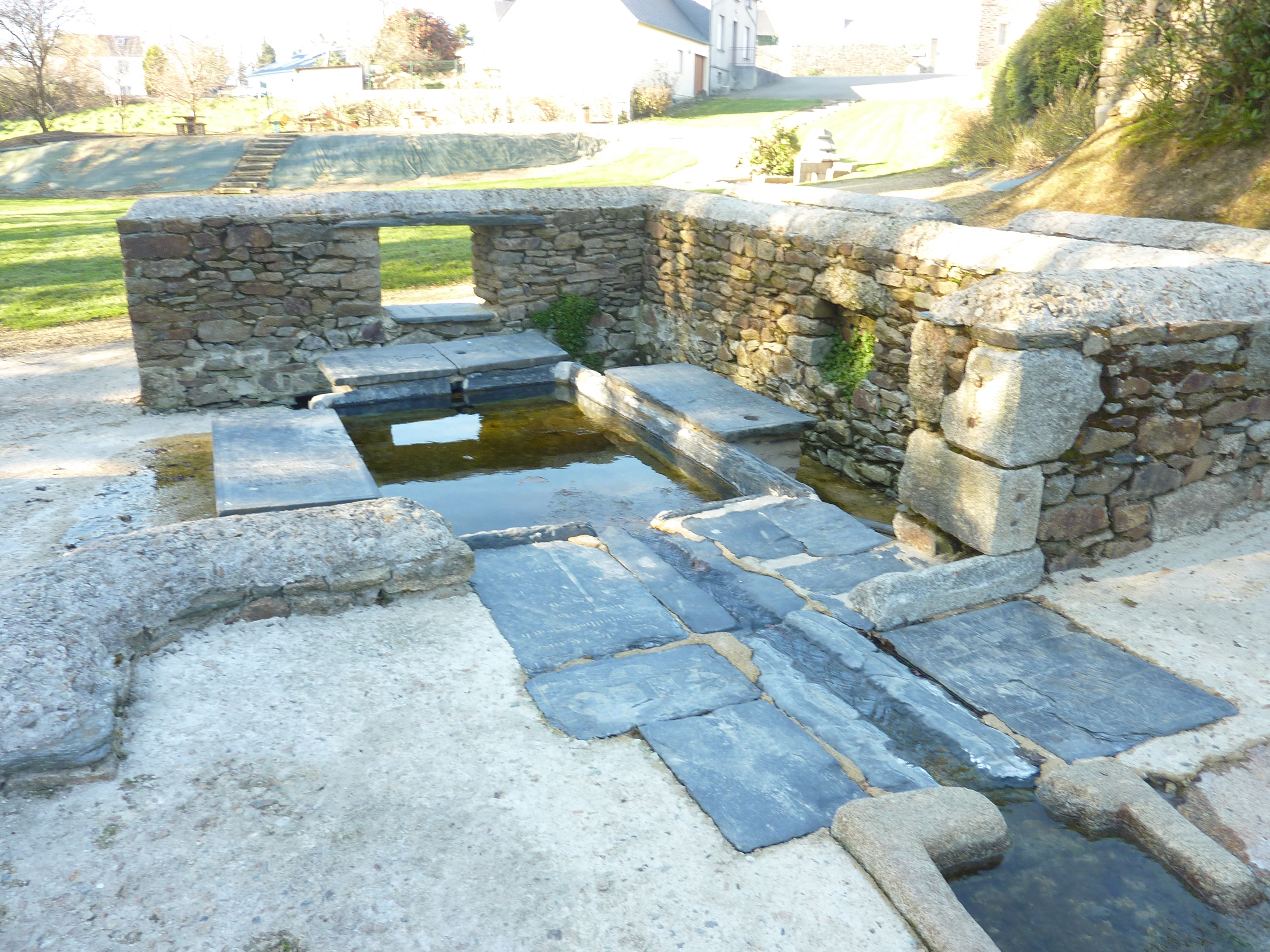
Lavoir adjacent à la fontaine Saint-Eguiner.
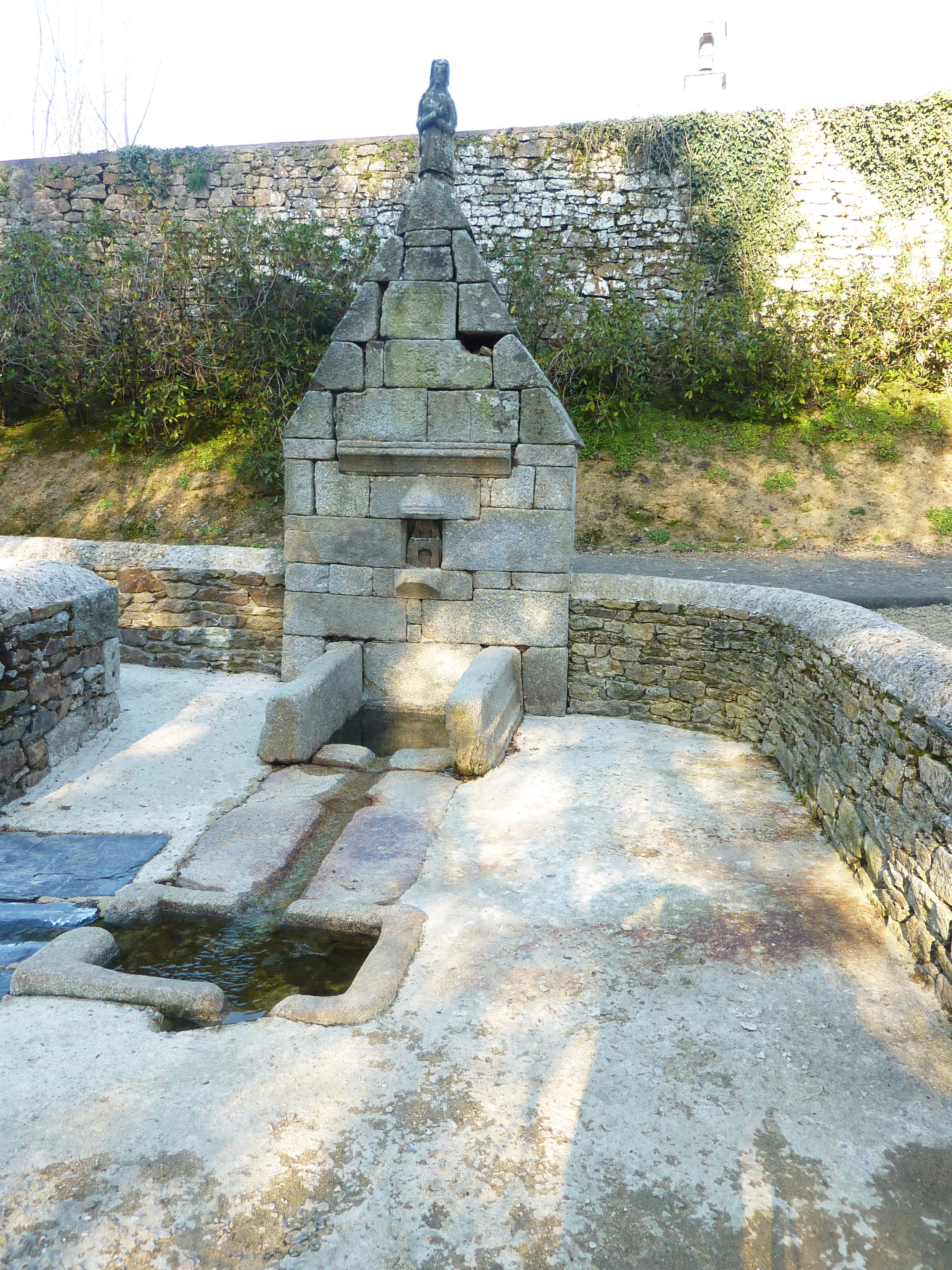
Fontaine Saint-Eguiner.

- Les croix et calvaires : quatre croix et calvaires sont disséminées sur le territoire communal : le calvaire du cimetière date des XVIe et XVIIe siècles et porte une inscription évoquant la Mission de 1926 ; la croix de Langoat, du XVIIIe siècle, évoque la Mission de 1937 ; celle de Croas-ar-Mair est surmontée d'une croix grecque et son fut porte des écots. La plus remarquable est l'ancienne stèle de l'âge du fer, peut-être remployée en colonne itinéraire à l'époque romaine. Elle a été trouvée au lieu-dit Kerargan, sur la tracé de la voie romaine allant de Carhaix (Vorgium) à l'Aber-Wrac'h, puis déplacée dans le cimetière de l'église, en 1948, et surmontée d'une croix de mission.

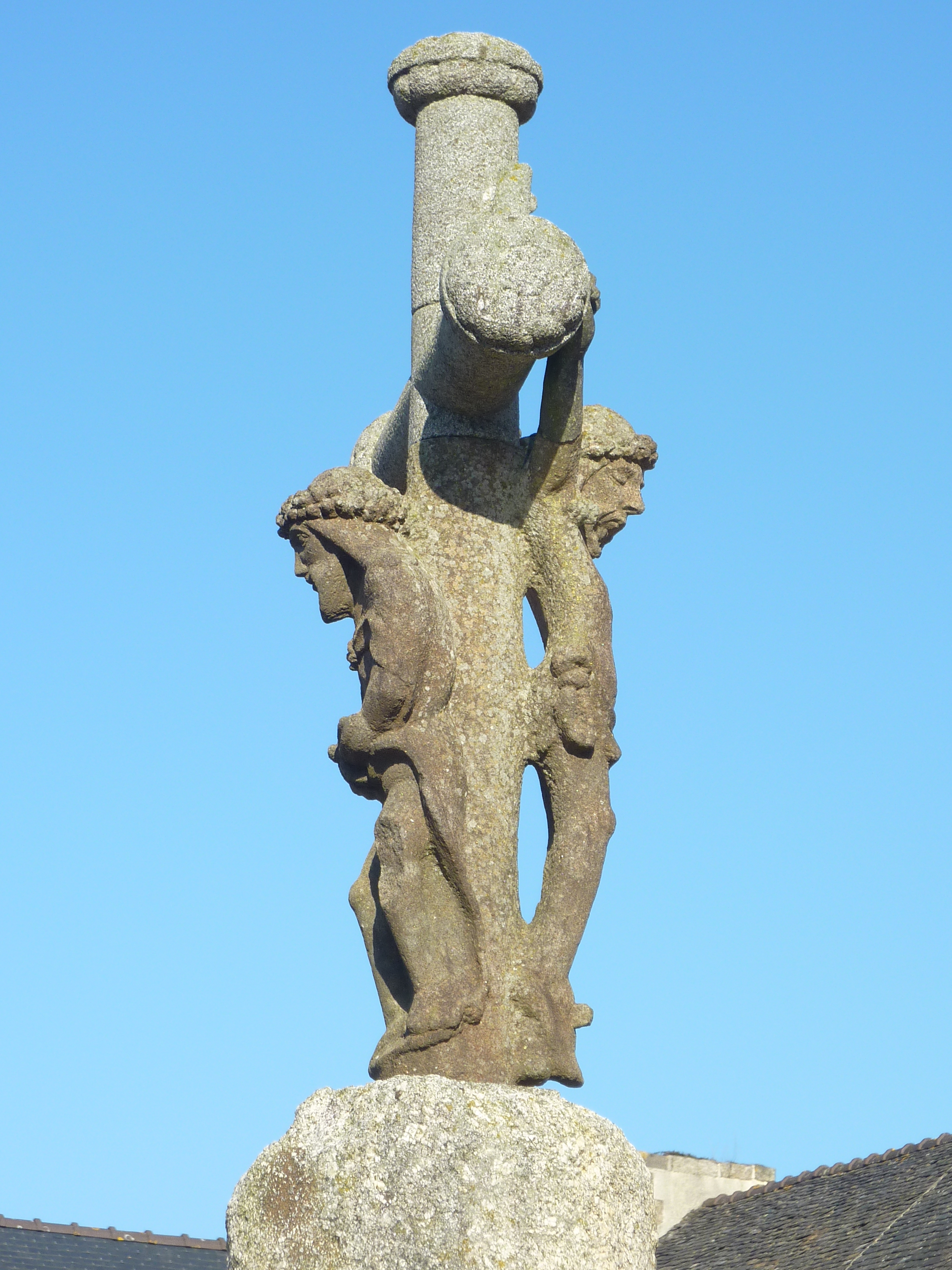
Statue géminée au sommet de la stèle christianisée.
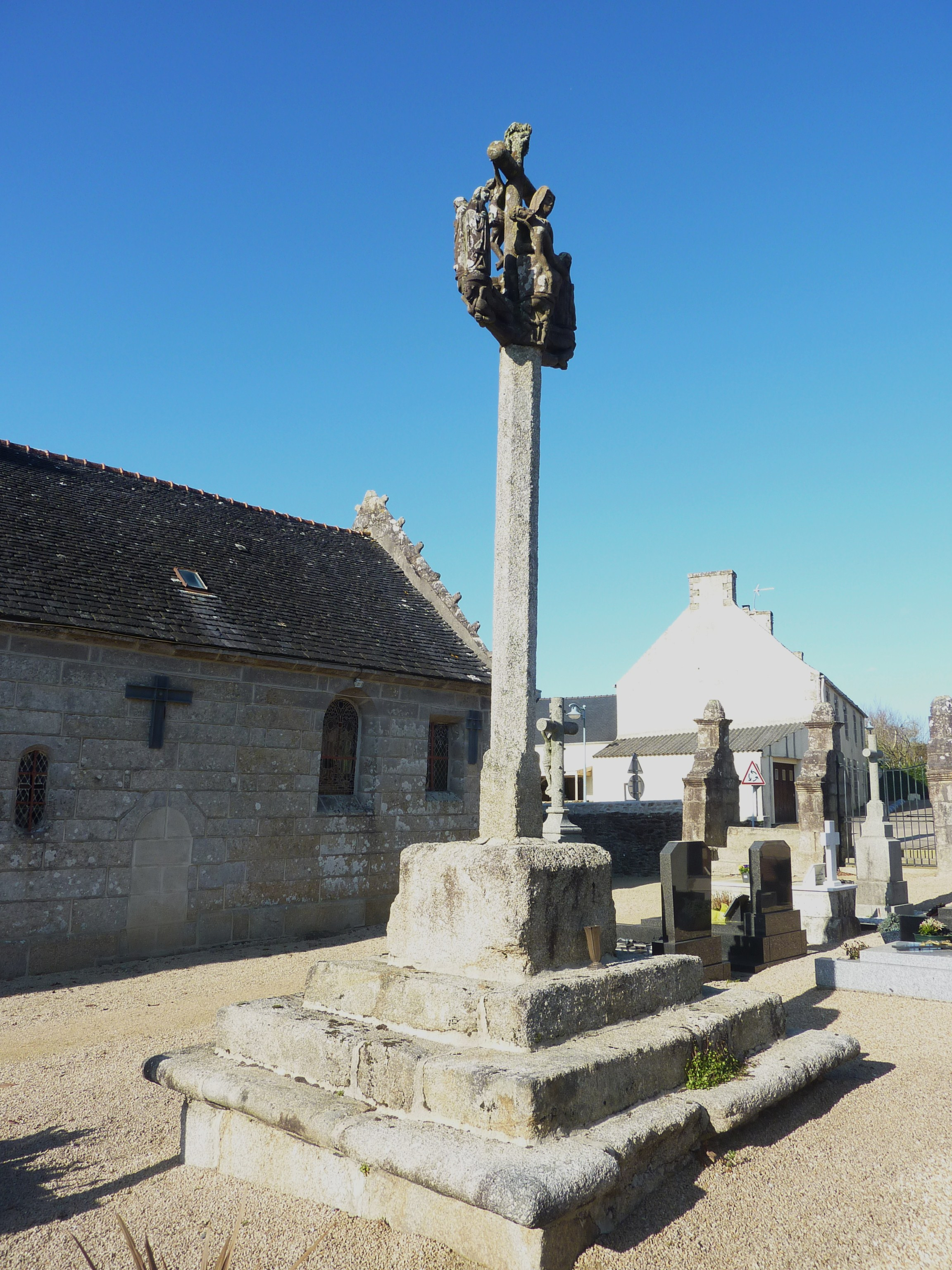
Calvaire de l'enclos paroissial.
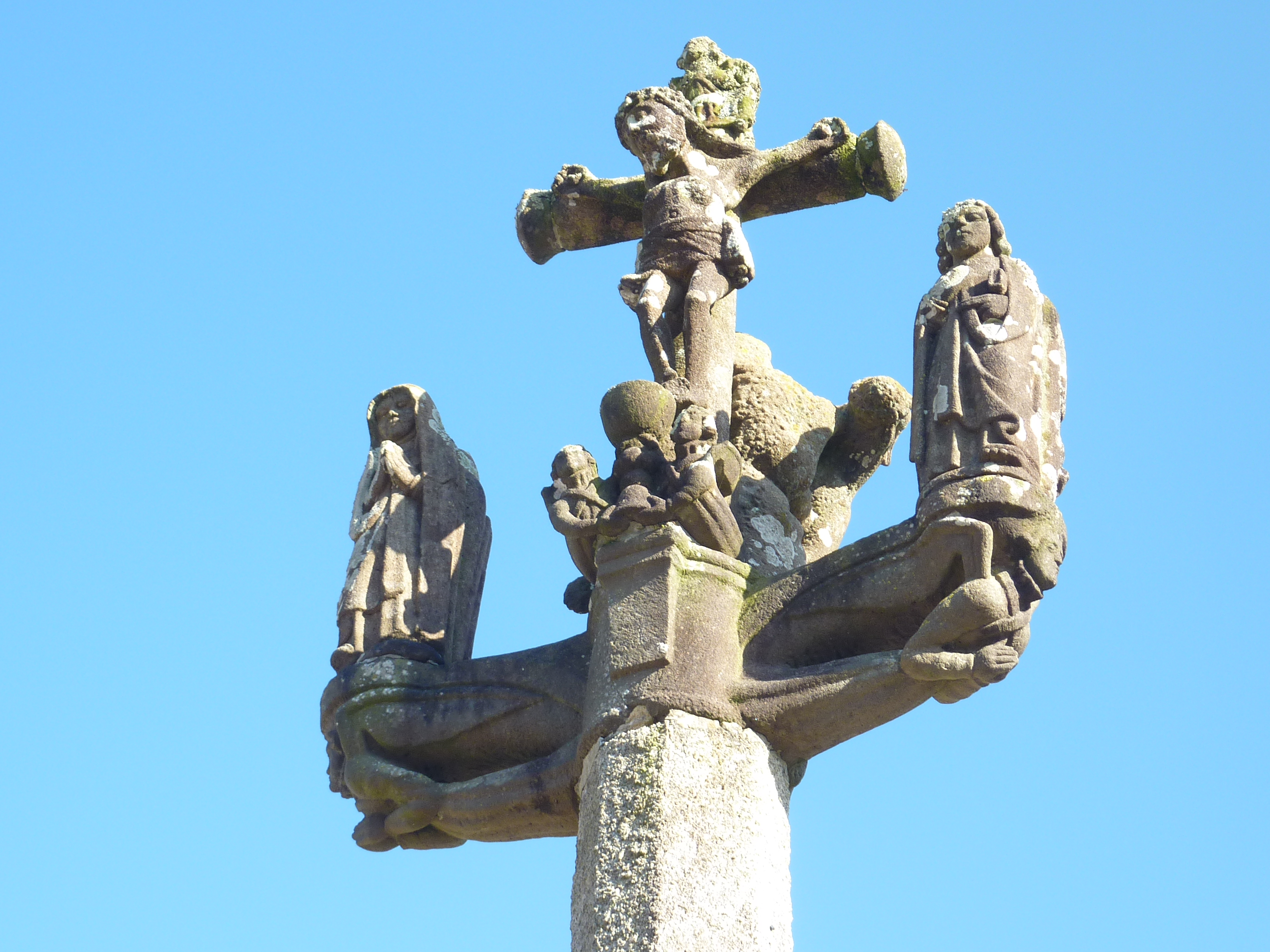
Sommet du calvaire de l'enclos paroissial.
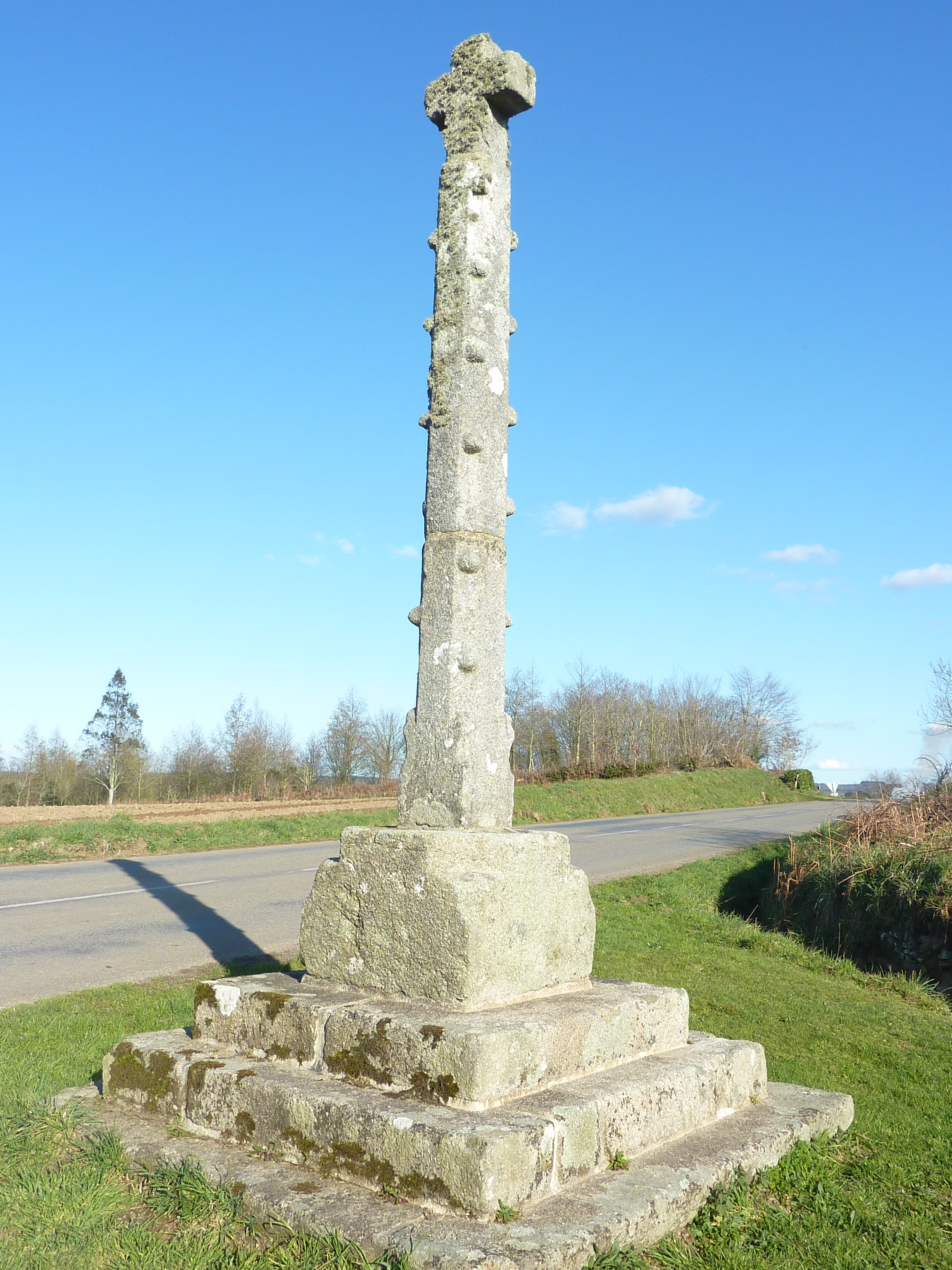
Croix de Croas-ar-Mair.
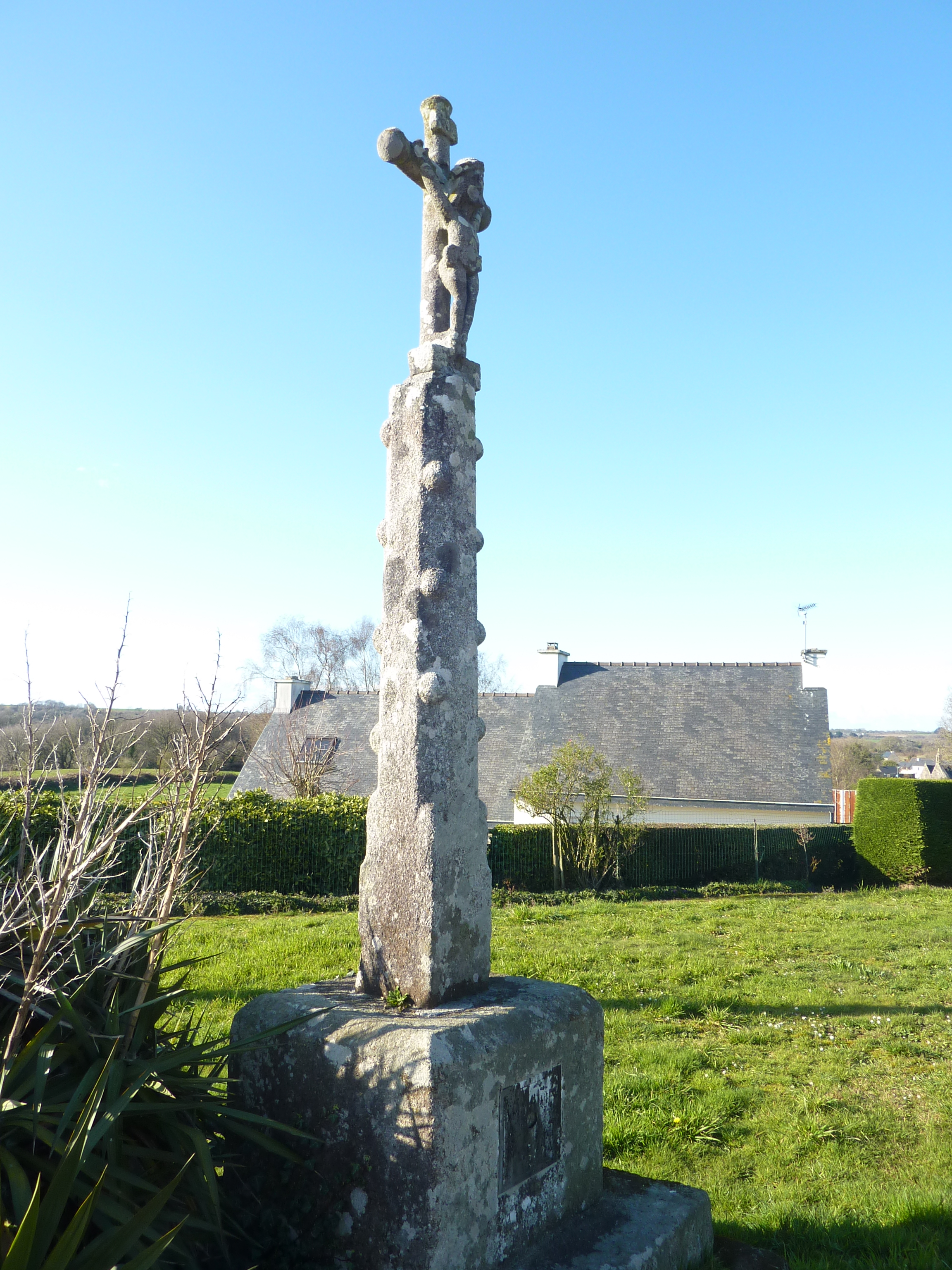
Croix de Langoat.

- La motte féodale (Xe – XIIIe siècles)[4].
- Le manoir de Kergaradec.
- La maison de Ty-Dreuz (1740), maison d'un paysan-toilier (un julod)[16].
- Les maisons de Poulfanc-Braz (XIXe siècle).
- La grange à lin de Lanandol (XVIIIe siècle).
- Quatre moulins.

## Évènements

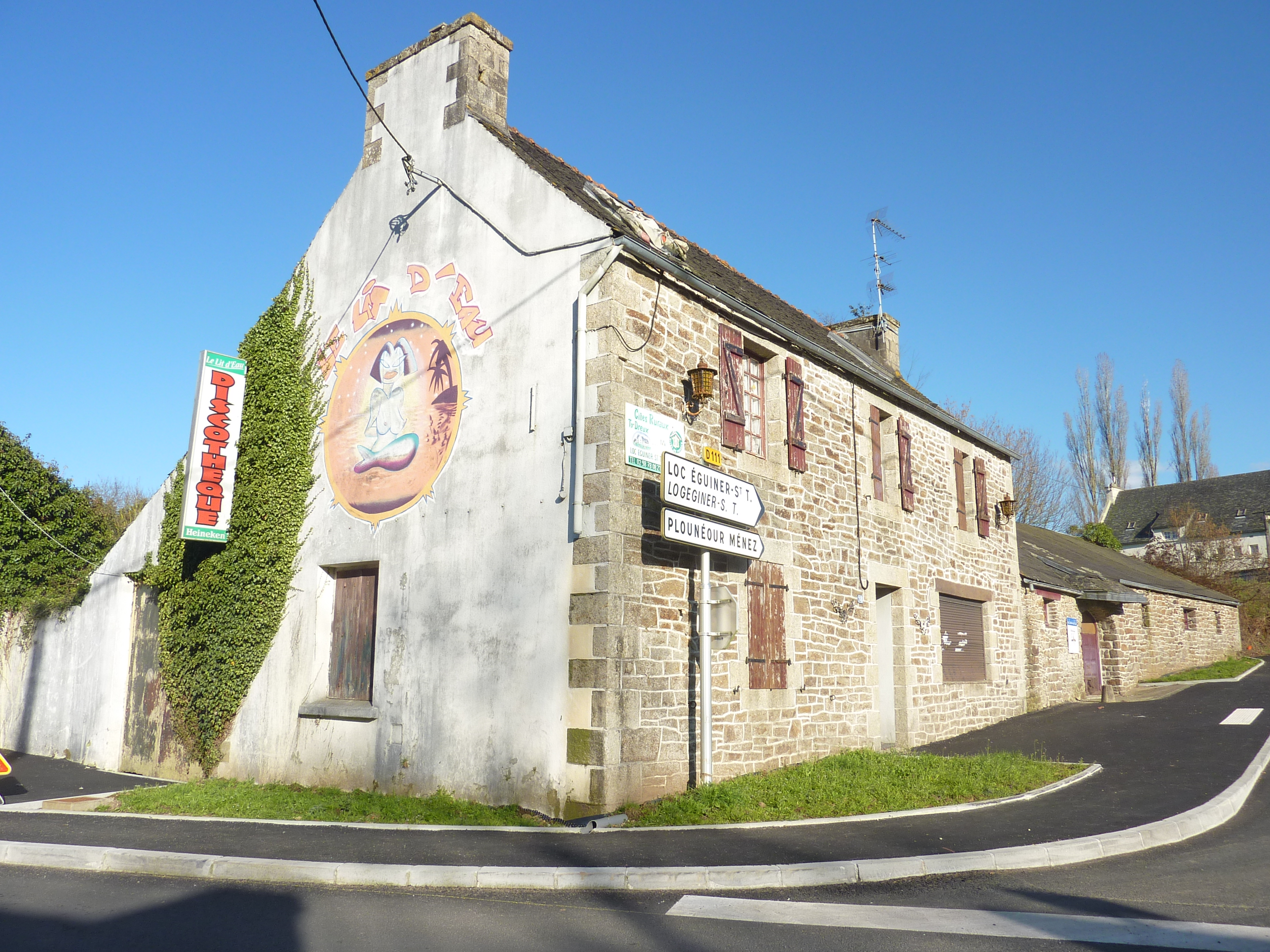
L'ancienne boite de nuit le Lit d'eau.

- Le Lit d'eau fut longtemps une discothèque réputée dans la région.

## Pour approfondir